# بوريس جوردن
بوريس جوردن (بالإنجليزية: Boris Jordan) هو شخصية أعمال أمريكي، ولد في 2 يونيو 1966 في سي كليف في الولايات المتحدة.